# 風流夢譚
『風流夢譚』（ふうりゅうむたん）は、深沢七郎の短編小説。挿絵は谷内六郎の版画。

## 概要
『風流夢譚』は、中央公論の1960年12月号に掲載された（発売は11月10日）。夢譚（＝「ゆめのはなし」の意）と言うように、全体的にシュールな展開で、主人公が見た夢の話であるという設定ではあったものの、「ミッチー」「美智子妃殿下」「昭憲皇太后」「ヒロヒト」などの呼称も見られ、「左慾」による天皇と皇后、皇太子と皇太子妃の処刑の場面が登場し、主人公が皇太后を殴る・罵倒するといった内容であったため、名誉を傷つけるものとして宮内庁が民事訴訟を検討するなど、発表当初より物議を醸した。この、皇室を冒涜しているような「毒のある革命幻想譚」に対し、「不敬」だという抗議が日に日に強まり、右翼団体が中央公論社に直接押しかけるなど、社では出版業務に支障が出るまでになった。
しかし『風流夢譚』は意図された支離滅裂なストーリーであり、革命らしき騒動が起きた都心の人々や皇居前の出来事が描かれているが、最後までなんだかわからないことが進行中という夢の中の世界が劇画風に語られ、60年安保の批判的パロディや、挫折後のシラケた世相への皮肉であったり、皇后のスカートに英国製の商標が付いているなど、皇室批判あるいは野卑表現であったりと、作者が諷刺や滑稽小説を企図した作品であった。反響としては、諧謔に捉えた「他愛のないもの」という少数意見もあったが、大半は「悪趣味」、「反人道的」、「生理的に受けつけられない｣といった類の批判的な意見であった。
中央公論社では、当初は（内容の如何に関わらず）言論の自由・表現の自由は守るという立場であったが、右翼団体の度重なる強い抗議や圧力が強まったため、次号に読者諸賢に深く遺憾の意を表わす「謹告」を掲載し、竹森清編集長と橋本進次長が更迭となった。しかしその後、右翼少年が中央公論社の嶋中社長宅に侵入して社長夫人や家政婦を殺傷する「嶋中事件」が起こる事態となり、社は「お詫び」を全国紙に掲載して全面謝罪し、竹森にも退社処分となった。嶋中社長は「くだらない小説」で載せる気はなかったと『風流夢譚』を酷評した。
一連の批判に衝撃を受けた深沢七郎はしばらく筆を絶ち、1か月間都内で警護されつつ身を潜めた後に記者会見を開き、「下品なコトバ」を使い「悪かったと思います」と謝罪し、世間から姿を消して1965年（昭和40年）まで地方を転々とし放浪（逃亡）生活をすることになった。この死傷者を出した暴力事件により、言論・表現の自由が脅かされたという抗議が各所で起った。当事者でなく、その家族らが殺傷されるというテロ行為への恐怖心から、出版の自主規制を余儀なくされることにもなった。
このような事情から、発禁になったわけではないのに、この小説は長く出版できずに海賊版が流布された。インターネット普及後はネット上で海賊版として公開されている。心ならずも人命が失われたことから、深沢は生前には復刻を拒否し、全集等にも収録させなかった。しかしその死後、著作権継承者の承諾を得て2012年に志木電子書籍から電子出版された。

## あらすじ
私（主人公）は、夜は一緒に寝てしまい、朝になると動き出すという不思議な腕時計を持っている。ある晩、私は「あの夢」を見た。
その夢は井の頭線の渋谷行に乗っているところから始まる。朝、満員の乗客達は都内で暴動が起っているとラジオのニュースで聞いたと話しあっていた。渋谷の駅で降りた私は、八重洲口行のバスに乗ろうと、長いバス待ちの列の先頭に割り込んだが、周りの人々は文句の一つも言わない。都内では暴動ではなく革命が始まっているらしい。「革命ですか、左慾（サヨク）の人だちの？」と隣りの人に聞くが、革命ではない、政府を倒してよい日本を作ると言う。ニホンという言葉が私は嫌いで癪にさわった。まあ、怒るなと私は肩をポンと叩かれたが、並んでいる人たちはみんな労働者たちばかりなのに気がついた。
バスが来て止り、並んでいる人たちがわーっとバスへ乗り込んで出て行った。私が隣りの人に聞くと、あのバスは警視庁との射ち合いの応援に行った、警察も巡査はみんな味方で、刑事だけが反抗しているのだと教えてくれた。こっちにはピストルや機関銃があり、悪魔の日本をやッつけるために、各国が応援してくれたものだった。
またバスが来て、みんなわーっと乗り込んでバスは動きだしたが、私は相変らず停留所の前に立ったままだった。私が隣りの人に聞くと、あのバスは自衛隊を迎いに行ったと言う。自衛隊も反抗するのは幹部だけで、下ッパはみんな味方だと言う。振り向くと、中年の職業婦人が、会社に出勤する代わりに革命に行くと言う。私も誘われたが急に怖気ついた。しかし自衛隊も一緒だから大丈夫だと言い、今度のバスは皇居に乗り込むというので、私は喜んだ。
それからバスが来て目の前に止った。この三度目のバスには私もわーっと乗り込んだ。バスは皇居へ向った。皇居広場には出店が出ていて、皇太子と皇太子妃が、私が薪割りに使っていた「マサキリ」で、首を切られるところであった。私は自分のマサキリが使えなくなるので困ると思っていると、2人は処刑された。交差点では、天皇と皇后の首なしの胴体があって、交通整理が出て、人ゴミができていた。
そこに昭憲皇太后が現れたので、私はいきなり怒鳴ったら、怒鳴り返されたので、「糞ったれ婆」と「糞っ小僧」で言い合いになった。顔をひっかかれて怒った私は、足がけで投げ飛ばし、羽交い絞めにした。命があるのは「ヒロヒトのおかげ」という皇太后を殴ろうとした私は、皇太后の頭の真ん中に丸いハゲがあるのを見つけて飛びのいた。私はハゲを見ると恐ろしくなるたちだったのだ。口論は続いたが、突然、軍楽隊がペレス・プラードの『花火』を演奏を始めたので、私はご機嫌になった。
文化勲章やら三種の神器が捨ててあるが、誰も拾わず、クズ屋でも買わないという。戦いも終わって、花火が始まる。美しい花火を見て思い残すことがなくなった私は自殺しようと思い、辞世の句を詠む。そして頭をピストルで撃ったが、頭にはウジがいっぱい詰まっていた。
ここで私は甥に起こされた。腕時計は私が夢を見ていた間もおきて動いていたと私は喜んだ。

## 登場人物
私
「私」が見た夢の内容が物語全体となる。弟と甥がいる。
ミツヒト
「私」の甥で、同居している。
春風そよ子
ヌードダンサー。
中年の職業婦人
編物をしている。
女性自身の女の記者
皇居に「ミッチーが殺られるのをグラビヤに」撮りにいくという。
皇太子
タキシードを着ている。
美智子妃
実名で登場。金襴の御守殿模様の着物を着ている。
老紳士
30 - 50年も皇室に仕えていた人。首に鎖のような文化勲章を付けている。辞世の句を読んで聞かせる。
天皇と皇后
英国製の背広、スカートとスカーフを着ている。この首なしの胴体の側には交通整理の警官が立っていて、人ゴミが眺めていた。
昭憲皇太后
実名で登場。65歳ぐらいの老女。

## 作品評価・研究
江藤淳は、初出時の同時代評において、作品タイトルに「夢譚」とありながら「夢独特の稠密なリアリティーがこの幻想には欠けている」と指摘しつつも、最後にピストル自殺をしようとする主人公など、作中には「日本人のなかにある一種の滅亡衝動のようなもの」が鮮明に捉えられていると評している。そしてこの作品を「天皇制否定の小説でもなければ、革命待望の小説でもない。むしろ革命恐怖、滅亡への憧憬をうたったファンタジーで、『海行かば』をロックンロールにしてジャズバンドで演奏したらかくもあろうという作品」だとし、秀作の『東京のプリンスたち』の完成度には及ばないながらも、「大胆な着想と奔放な幻想」がみられる問題作だとしている。